# تحقیرشده
تحقیرشده (به انگلیسی: Scorned) یک فیلم در ژانر درام، رومانتیک، تریلر و جنایی به کارگردانی اندرو استیونز بر اساس داستانی منسوب به کارن کلی و نوشته بری آوریچ، تولید مشترک کشورهای آمریکا و کانادا است. این فیلم در سال ۱۹۹۳ توسط شرکت سرگرمی‌های پِریسم منتشر شد.
از بازیگرانی که در این فیلم به ایفای نقش پرداخته‌اند، می‌توان از شنون توئید، دانیل مکویکار، اندرو استیونز، کیم مورگان گرین و مایکل دی. آرنز نام برد. این فیلم تمام در کانادا و در شهر تورنتو مرکز استان انتاریو فیلمبرداری گردید. از نکات این فیلم نقش‌آفرینی یک نوجوان ۱۹ ساله دبیرستانی «مایکل دی آرنز» (رابی ترومن)، در طول تولید و بدون تجربه بازیگری، در نقش خودش بود.
دو دنبالهٔ دیگر و به همین‌نام، یکی در سال ۱۹۹۷ توسط رادنی مکدونالد و دیگری در سال ۲۰۱۳ توسط مارک جونز برای این فیلم ساخته شد.

## داستان
«ترومن لانگلی» کارمند «شرکت مایک کرامر» به‌همراه همسر زیبا و جذاب خود «پاتریشیا لانگلی» زندگی عاشقانه اما درکنار بدهکاری‌های زیاد دارند. ترومن با اجاره یک ماشین لوکس، قرار شامی با «میسون وین‌رایت» مشاور بزرگ املاک، برای شروع یک مشارکت پرسود، می‌گذارد.
پاتریشیا شام را آماده می‌کند، اما ترومن و رایت که به بار رفته و مَست هستند؛ برای شام دیر می‌رسند. بعد از شام و مصرف کوکائین و در غیاب ترومن، رایت با دستمالی کردن پاتریشیا، قصد نزدیکی به او را می‌کند. پاتریشیا که آشفته و ناراحت شده‌است، موضوع را به ترومن می‌گوید؛ اما در کمال ناباوری، ترومن از او می‌خواهد برای ساختن آینده، به رایت اجازه رسیدن به هدفش که رابطه‌جنسی است را بدهد؛ و نهایتاً رایت با سکس با پاتریشیای غمگین، به هدف شوم خود می‌رسد.
«مایک» رئیس شرکت کرامر در معامله پرسودی با مدیری موفق به نام «الکس ترومن»، نیمی از سهام شرکت را به او می‌فروشد؛ و قرارداد مشارکت با رایت را به الکس سپرده، ترومن را به بخش حمل و نقل می‌فرستد. ترومن که همه چیز را پایان یافته می‌بیند، داستان را برای پاتریشیا تعریف کرده؛ صبح روز تعطیل و در محل کارش خودکشی می‌کند.
از طرفی الکس و همسرش «مارینا» رابطه سردی در بستر دارند و پسرشان «رابی»، دانش آموز «دبیرستان ال کامینو» به دلیل پایین بودن نمرات، برای ورود به «دبیرستان عالی بروک» مشکل دارد؛ از این‌رو، ماشین او توسط پدرش توقیف می‌گردد.
پاتریشیا برای ملاقات با کرامر به شرکتی که اینک به «کرامر-وستون» تغییر نام داده‌است، می‌رود و در ملاقات با او متوجه می‌شود که نمی‌تواند روی بیمه‌عمر ترومن حساب کند. پاتریشیا برای برداشتن وسایل جامانده ترومن به اتاق وستون می‌رود؛ او که الکس را مقصر بزرگ مرگ ترومن می‌داند. شروع به سرقت اطلاعات مالی و آدرس وستون می‌کند. پاتریشیا که تصمیم به انتقام از تک تک اعضای خانواده وستون گرفته‌است؛ اولین قدم را با کُشتن وین‌رایت متجاوز، درب منزل او برمی‌دارد و در ادامه با رفتن به دبیرستان رابی و وانمودکردن به ثبت نام دختر خیالی‌اش، چند سربرگ دبیرستان را می‌دزدد. او در سربرگ‌های دبیرستان، نامه‌ای مبنی بر ضعف رابی در درس‌هایش و نیاز او برای داشتن یک معلم خصوصی و به نام خیالی «آماندا کرسفیلد»، برای خانواده وستون می‌فرستد.
مارینا به پاتریشیا زنگ می‌زند و اولین قرار را برای عصر در منزل وستون می‌گذراند. پاتریشیا به دروغ از تعمیرات در خانه‌اش می‌گوید و وستون به او پیشنهاد اقامت در مهمانخانه‌ای در حیاط منزلش را می‌دهد. پاتریشیا دنبال رابی به دبیرستان می‌رود و شروع به اغوای او می‌کند. پاتریشیا همزمان به مارینا هم نزدیک شده، اعتماد او را جلب کرده و در حمام و با قرص‌های حل شده در شراب، او را مسموم و شروع به معتادکردن او می‌نماید؛ سپس او را آراسته و آرایش نموده، با وستون به مهمانی می‌فرستد. پاتریشیا از فرصت استفاده کرده، خود را برهنه و در حال خودارضایی به رابی کنجکاو نشان می‌دهد؛ و وانمود می‌نماید که متوجه حضور او نشده‌است. در همین حال «بِل» (پیشخدمت مهربان عمارت که ۱۲ سال به خانواده خدمت کرده‌است) مُچ او می‌گیرد؛ و او را به منزل برمی‌گرداند.
پاتریشیا که دیگر سَدی پیش‌رو نمی‌بیند به اتاق رابی می‌رود و او را برای سکس به اتاقش دعوت می‌کند. رابی که باکره است، به دنبال پاتریشیا رفته، با او می‌خوابد و چندین بار با او سکس می‌کند. پاتریشیا که حضور بِل را مانع رسیدن خود به اهدافش می‌بیند؛ با بستن راه‌پله‌های رختشُورخانه با یک سیم نازک و برداشتن لامپ، باعث سقوط بِل مهربان و کشته‌شدنش می‌شود.
رابی با کسب نمرهٔ عالی در ریاضی، سرمست وارد خانه شده و برگهٔ امتحانش را به پاتریشیا نشان می‌دهد؛ اما رابی که به پاتریشیا در مورد نمرهٔ زبان فرانسه دروغ گفته و پاتریشیا واقعیت را فهمیده، مورد تنبیه او قرار می‌گیرد. پاتریشیا با گذاشتن یک حلقه آهنی در انتهای آلت رابی برای نعوظ قوی‌تر، شروع به سکس با او در مهمانخانه می‌کند. در همین حین مارینا وارد خانه شده و وقتی بهم‌ریختگی منزل را می‌بیند، به دنبال بِل می‌گردد و جسد او را در زیرزمین پیدا می‌کند.
مارینا که خود را مقصر مرگ بِل با سختگیری‌هایش می‌داند؛ شدیداً افسرده شده، با خوردن دیازپام به خوابی عمیق می‌رود. پاتریشیا که فرصت را مناسب می‌بیند، با فریب الکس، خود را به او عرضه می‌کند؛ آنها در حالی که رابی مخفیانه آنها را می‌بیند، با هم رابطه جنسی برقرار می‌کند. رابی موفق می‌شود با تهدید پدر، کلید ماشین توقیف شده‌اش را بدست آورد.
پاتریشیا به بهانه پرستاری از مارینا، با دادن قرص او را شدیداً معتاد می‌نماید؛ و با نزدیکی به مارینا با او لز می‌کند. در برگشت الکس از کار و پیدا کردن مارینا با حال خراب در بستر، اورا با دعوا و بدخلقی به حمام برده، از او می‌خواهد که به خودش بیاید و مصرف آرام‌بخش را ترک کند. در ادامه با درگیری الکس با روبی، پاتریشیا عملاً موفق می‌شود عمارت وتسون را به جهنمی برای آنها تبدیل کند. روبی موفق به کسب نمره لازم برای ورود به مدرسه عالی بروک می‌شود، و برای خداحافظی پیش پاتریشیا می‌رود؛ آنها رابطه‌ای عاشقانه را تجربه می‌کنند.
به هنگام طوفان شبانه و قطع برق، در غیاب الکس، تلفن خانه مارینا چندین بار زنگ خورده، ولی کسی پاسخ نمی‌دهد. مارینا که به شدت ترسیده، با چاقویی به اشتباه دست الکس که تازه‌وارد خانه شده‌است را می‌برد. مارینا از احساس به قتل رسیدن توسط پاتریشیا صحبت به‌میان می‌آورد؛ ولی الکس که احساسات او را ناشی از توهم و مصرف قرص‌های آرام‌بخش می‌داند، حرف‌های او را نمی‌پذیرد.
درنهایت صبح فردا پاتریشیا وارد خانه مارینا شده، با او درگیر می‌شود. او با بستن مارینا به تخت و خوراندن قرص، تصمیم خود مبنی بر زدن شاهرگ و ظاهرسازی خودکشی مارینا را علنی می‌کند. از طرفی الکس که مشکوک شده‌است؛ در بررسی وسایل جامانده ترومن، عکس پاتریشیا را پیدا می‌کند و وقتی مارینا جواب تلفن را نمی‌دهد با پلیس تماس گرفته، خود را به منزل می‌رساند. الکس با یک ضربه موفق به نجات همسرش و سقوط پاتریشیا در حیاط منزل می‌شود؛ اما پاتریشیا قبل از رسیدن پلیس‌ها فرار می‌کند.
در انتهای فیلم، پاتریشیا در رختخواب به همراه رابی که تلفنی با مارینا صحبت کرده، دیده می‌شوند.